# Kalappia celebica
Kalappia es un género monotípico de plantas con flores perteneciente a la familia Fabaceae. Su única especie, Kalappia celebica, es originaria de Indonesia.

## Taxonomía
Kalappia celebica fue descrita por André Joseph Guillaume Henri Kostermans y publicado en Journal of Botany, British and Foreign 66: 141. 1928.